# Ночные пляски (сказка)
«Ночные пляски», «Истоптанные башмаки», «Стоптанные башмаки» и «12 танцующих принцесс» — сюжет русских  и украинских народных сказок. В системе классификации сказочных сюжетов Aарне-Томпсона указан под  № 306 «Ночные пляски». В сборнике А. Н. Афанасьева «Народные русские сказки» они опубликованы под № 298, 299. Известно русских вариантов — 25, украинских — 9. Относится к так называемым волшебным сказкам. Широко известен в Европе как немецкая сказка братьев Гримм «Стоптанные башмаки», «Истоптанные башмаки» или «12 танцующих принцесс», опубликованная в «Сказках братьев Гримм» в 1815 году.
Сказки этого сюжета печатались в сборниках русских сказок, выпускались также в виде аудиосказок.

## Сюжет
Сказка записана в Оренбургской губернии, учит доброте, честности и смелости.
У овдовевшего царя было двенадцать красавиц-дочерей, которые каждую ночь куда-то уходили и в результате изнашивали по новой паре башмаков. Горя желанием узнать, где проводят время царевны, он созвал на пир именитых гостей и сообщил им: кто сумеет разгадать эту загадку — тот женится на любимой младшей дочери царя и получит полцарства в приданое. Никто из богатых гостей не отважился на такую задачу, только один небогатый дворянин вызвался её решить.

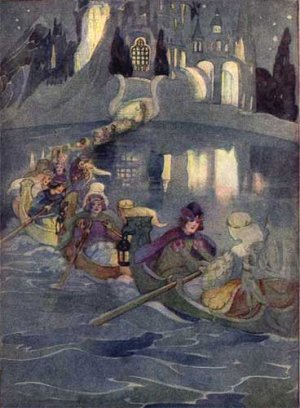

Сначала он загоревал от своей смелости, но повстречавшаяся ему старуха-волшебница подарила шапку-невидимку, которая должна была ему помочь. В следующую ночь дворянин лёг спать в царском дворце с целью проследить за царевнами. В полночь он увидел, что перед нарядившимися царевнами открылся ход в подземное царство к заклятому царю. Надев шапку-невидимку, он проследовал за дочерями царя и узнал, что они танцуют с придворными заклятого царя до тех пор, пока не изорвут свою обувь.
Утром царь, выслушав дворянина, созвал дочерей и они сознались ему в содеянном. Царь велел засыпать ход в подземное царство, а бедного дворянина женил, как обещал, на младшей дочери, и стали они счастливо жить.
На основе этого сюжета русским писателем и драматургом Ф. К. Сологубом создана пьеса «Ночные пляски».